# Tomczyce (Mogielnica)
Pour les articles homonymes, voir Tomczyce.
Tomczyce (prononciation : [tɔmˈt͡ʂɨt͡sɛ]) est un village polonais de la gmina de Mogielnica dans le powiat de Grójec de la voïvodie de Mazovie dans le centre-est de la Pologne.

## Histoire
De 1975 à 1998, le village appartenait administrativement à la voïvodie de Radom.